# Bíldudalsvogur
Il Bíldudalsvogur (in lingua islandese: Cala di Bíldudal) è uno dei cinque fiordi che formano i Suðurfirðir (Fiordi meridionali), diramazione dell'Arnarfjörður, situato nella regione dei Vestfirðir, i fiordi occidentali dell'Islanda.

## Descrizione
Il Bíldudalsvogur è un breve fiordo, che per forma e dimensioni è assimilabile a una piccola baia o cala (in lingua islandese: vogur). È largo 700 metri e si estende per 1,5 chilometri nell'entroterra.
Sulla sponda occidentale si trova il villaggio di Bíldudalur, che è l'unico insediamento abitato dell'Arnarfjörður.

## Accessibilità
La strada S63 Bíldudalsvegur corre lungo la sponda orientale del fiordo. La S63 è asfaltata solo fino all'aeroporto di Bíldudalur e collega la località di Patreksfjörður con la strada S60 Vestfjarðavegur a nord.